# There's Always Vanilla
There's Always Vanilla é um filme, do gênero Drama, produzido nos Estados Unidos em 1971, escrito por Rudy Ricci e dirigido por George A. Romero.
É um dos poucos filmes de Romero que não lidam com um apocalipse zumbi ou temas sobrenaturais de Terror. 
Romero afirmou que ele considera este seu pior filme, e se referiu a este filme como "uma bagunça total". Como muitos dos primeiros filmes de Romero, ele cita a falta de dinheiro, durante a produção do filme, como grande responsável.

## Sinopse
Chris Bradley (Raymond Laine) é o jovem recém-chegado do Vietnam, que se recusa a fazer parte dos negócios da família, no ramo de alimentos para bebês. Mais velha, Lynn (Judith Steiner) é uma modelo que trabalha em comerciais para TV. Assim que se conhecem, o casal se apaixona. A maneira que o filme progride, ficam claras as diferenças entre os dois. Se Lynn encontra-se frustrada com a carreira nos comerciais, por sua vez Chris mostra não ter grandes projetos na vida – entre os bicos, chegou até mesmo a ser cafetão. Quando Lynn fica grávida, ela percebe que o namorado não tem nenhuma condição de ser pai. Acaba por Lynn indo a uma clínica clandestina de aborto.